# Avraham Toledano
Avraham Toledano es un político israelí. Fue el Mashgiach ruchani del Meir Kahane y fue el número cuatro en la lista Kach Knéset en 1988. Fue brevemente líder del Kach después de que el rabino Meir Kahane fuese asesinado y antes de que Baruch Marzel tomara el mando.

## Biografía
El rabino Toledano nació en Marruecos y fue educado en Francia. Tiene un cinturón negro en judo y vive en el asentamiento israelí de Kiryat Arba.